# Johannes Straube
Johannes Straube (* 1843; † 1906) war ein deutscher Harmoniumbauer und Organist in Berlin.

## Leben
Der Vater J. C. F. Straube war Geigenbauer. Johann Straube gründete 1869 eine Reparaturwerkstatt für Musikinstrumente und begann um 1873/74 mit dem Bau von Harmoniums. In den Jahren 1877 und 1890 befand sich die Werkstatt in der Wilhelmstraße 29 in Berlin-Mitte, 1886 wurde sie als Hof-Harmonium-Fabrik bezeichnet. In den 1890er Jahren baute diese auch reingestimmte Harmoniums. 1903 wurde Johannes Straube als Hofinstrumentenmacher des Prinzen Friedrich Karl von Preussen bezeichnet, als Mitinhaber wurde sein Sohn Karl Straube angegeben, die Werkstatt befand sich in der Schöneberger Straße 27 in Berlin-Kreuzberg.
Johannes Straube war lange Jahre Organist an der Heilig-Kreuz-Kirche in Berlin-Kreuzberg (nach 1888?).
Aus Altersgründen verkaufte J. Straube im April 1907 die Firma, jetzt in der Schönebergerstr. 30 ansässig, an den Harmoniumtechniker Otto Pappe. Johann Straube verbleibt zunächst als technischer Leiter, scheidet aber aus Altersgründen aus. Die Harmoniumbauanstalt wird von Otto Pappe unter dem Namen Straube & Co. weitergeführt, seit 1923 in Lich in Hessen als Förster & Nicolaus. Ab Juni 1927 als Förster und Nikolaus, ab 14. Juni 1927 als Firma Straube unter Inhaber Otto Pappe, von dessen Sohn Reinhard Pappe nach Rückkehr aus der Kriegsgefangenschaft 1947 bis zur Auflösung 1972 weitergeführt.
Johann Straube war mit Sarah Palmer aus dem englischen Landadel verheiratet. Söhne waren der Maler William Straube (1871–1954) und der Thomaskantor Karl Straube (1873–1950).